# بولو (حلوى)

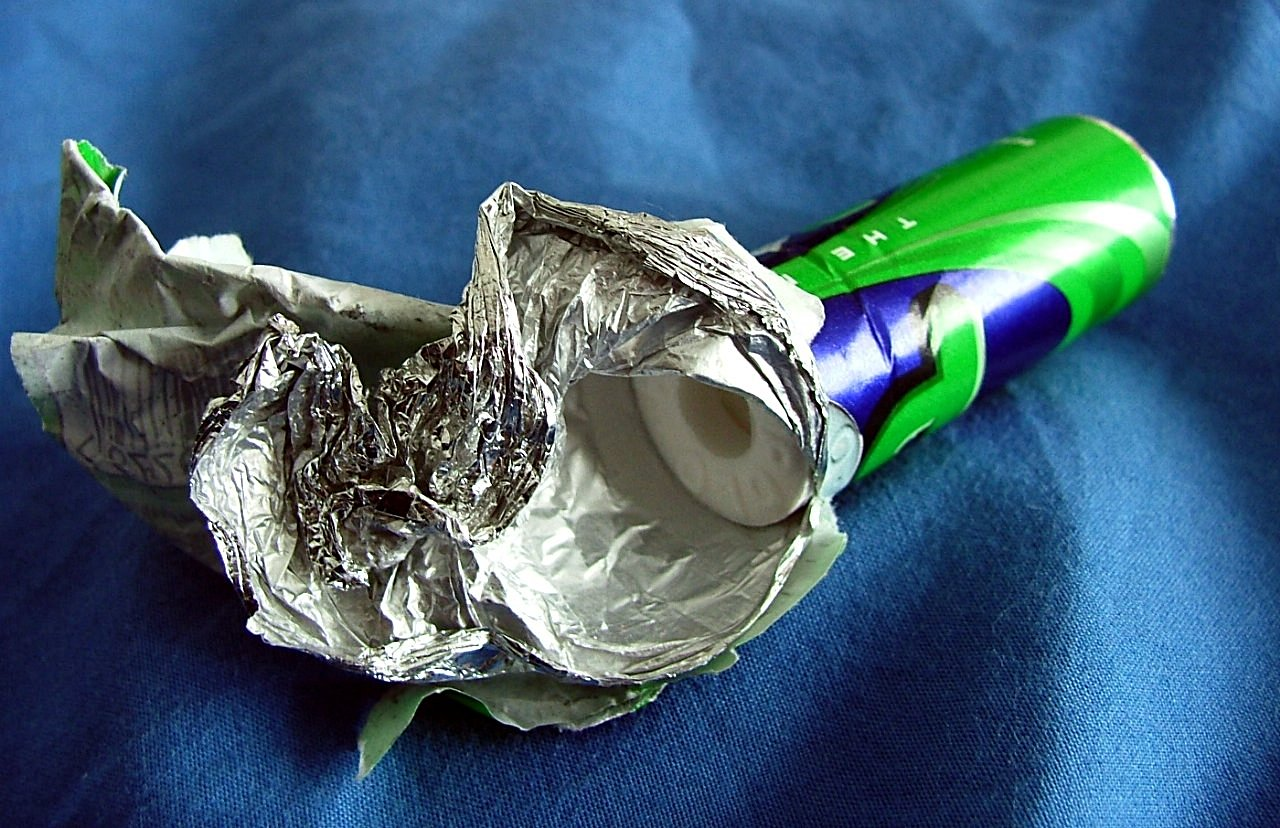
حلوى بولو

بولو (بالإنجليزية: Polo)‏ هي حلوى نعناع بيضاء على شكل أقراص صغيرة مثقوبة، تم تصنيعها في المملكة المتحدة في عام 1948 من قِبل الموظف جون بارجويل الذي يعمل في مصنع راونتري، اسم Polo مُشتق من كلمة Polar والتي تعني قطبي. ولحلوى بولو نكهات مُختلفة ولها طعم النعناع وتُعطي مذاقاً بارداً. وحالياً تقوم شركة نستله بصنعها.

## التاريخ
صُنعت لأول مرة في عام 1939 ولكن تأخر دخولها في السوق حتى عام 1948 بعد أعقاب الحرب العالمية الثانية، ومُنذ صناعتها لأول مرة ظهرت أكثر من 18 نكهة للحلوى، منها نكهة النعناع والبرتقال والليمون والفاكهة الاستوائية.